# Sasa hidaensis
Sasa hidaensis är en gräsart som beskrevs av Tomitaro Makino. Sasa hidaensis ingår i släktet sasabambu, och familjen gräs. Inga underarter finns listade i Catalogue of Life.